# No Surrender (2023)
No Surrender (2023) – gala wrestlingu organizowana przez amerykańską federację Impact Wrestling, która była transmitowana na żywo za pomocą platform Impact Plus i YouTube (dla subskrybentów IMPACT Ultimate Insiders). Odbyła się 24 lutego 2023 w Sam’s Town Live w Sunrise Manor w stanie Nevada. Była to piętnasta gala z cyklu No Surrender, a zarazem pierwsza gala Impact Plus Monthly Specials w 2023 roku.
Na gali odbyło się dziesięć walk, w tym dwie w pre-show i jedna nagrana jako digital exclusive. W walce wieczoru, Josh Alexander pokonał Richa Swanna i obronił mistrzostwo świata Impact. W innych znaczących walkach, Mickie James pokonała Mashę Slamovich broniąc mistrzostwo świata Impact Knockouts, Steve Maclin pokonał Briana Myersa, PCO i Heatha, stając się pretendentem do mistrzostwa świata Impact oraz Joe Hendry pokonał Moose’a w Dot Combat matchu broniąc mistrzostwo Impact Digital Media.

## Tło
Impact Wrestling ogłosił 25 października 2022, że gala No Surrender odbędzie się 24 lutego 2023 w Sam’s Town Live w Sunrise Manor w stanie Nevada.

## Rywalizacje
No Surrender oferowało walki wrestlingu z udziałem różnych zawodników na podstawie przygotowanych wcześniej scenariuszy i rywalizacji, które są realizowane podczas cotygodniowych odcinków programu Impact!. Wrestlerzy odgrywają role pozytywnych (face) lub negatywnych bohaterów (heel), którzy rywalizują pomiędzy sobą w seriach walk mających budować napięcie.

### Countdown to No Surrender

#### Deonna Purrazzo vs. Gisele Shaw
W ciągu kilku miesięcy Gisele Shaw zaoferowała pomoc trzem drużynom – The Influance (Tenille Dashwood i Madison Rayne), VXT (Chelsea Green i Deonna Purrazzo) oraz Tashy Steelz i Savannah Evans. Współpraca z zawodniczką miała destrukcyjny wpływ na wspomniane zespoły. Dashwood, Rayne i Green odeszły z Impact Wrestling, a Steelz postanowiła zrobić sobie przerwę od występów w ringu. W odcinku Impact! z 2 lutego Shaw przyjęła przydomek „The Black Widow”, mówiąc że praca zespołowa nie jest jej pisana. Światła reflektorów są skierowane wyłącznie na nią. Tydzień później Purrazzo zabroniła jej wymawiania imienia Green. Wtedy Shaw próbowała wylać miskę chili na głowę przeciwniczki, jednak ta pchnęła talerz w ten sposób, że zawartość znalazła się na twarzy napastniczki. Santino Marella, pełniący funkcję Director of Authority, ogłosił, że obie wrestlerki zmierzą się w pojedynku na gali No Surrender. W odcinku Before The Impact z 16 lutego Purrazzo pokonała Steph De Lander. Shaw i jej pomocnik, Jai Vidal, próbowali zemścić się na rywalce i powtórzyli atak z jedzeniem. Próba nie powiodła się i oboje zostali ośmieszeni przez Purrazzo.

#### Jonathan Gresham vs. Mike Bailey
W odcinku Before The Impact z 2 lutego Jonathan Gresham wyzwał Mike’a Baileya na pojedynek na gali No Surrender. Tydzień później Bailey zaakceptował propozycję oponenta. 10 lutego Impact Wrestling dołączył oficjalnie walkę do karty zbliżającego się wydarzenia.

### Główna karta

#### Pojedynek o Impact World Championship
W odcinku Impact! z 26 stycznia Rich Swann pokonał Callihana, Chrisa Sabina, Eddiego Edwardsa, Moose’a i Rhino w sześcioosobowym pojedynku eliminacyjnym „Golden Six-Shooter” i wywalczył tym samym pojedynek o tytuł Impact World z mistrzem Joshem Alexanderem na No Surrender.

#### Pojedynek o Impact Knockouts World Championship
Na gali Hard To Kill (13 stycznia) Masha Slamovich pokonała Deonnę Purrazzo, Killer Kelly i Taylor Wilde w czteroosobowym pojedynku, stając się pretendentką do pojedynku o tytuł Impact Knockouts World. Tego samego wieczoru Mickie James pokonała Jordynne Grace i zdobyła tytuł w walce Title vs. Career, kończąc w ten sposób swoją kampanię „Last Rodeo”. W odcinku Impact! z 19 stycznia pretendentka skonfrontowała się z mistrzynią w ringu z „nakazem śmierci” (zdjęcie James przekreślone krwią Slamovich). Tego samego dnia Impact Wrestling ogłosił, że James stawi czoło Slamovich w obronie pasa mistrzowskiego na No Surrender.

#### Brian Myers vs. PCO vs. Steve Maclin vs. Heath
W odcinku Impact! z 2 lutego, ogłoszono czteroosobowy pojedynek na No Surrender o miano pretendenta do tytułu mistrza świata Impact. Pojedynki kwalifikacyjne odbyły w ciągu najbliższych dwóch tygodni. 9 lutego, Brian Myers pokonał Dirty Dango, a PCO pokonał Sherę w pierwszych dwóch eliminacjach pojedynkach. W pozostałych dwóch, Steve Maclin pokonał Rhino, a Heath pokonał Eddiego Edwardsa.

#### Pojedynek o Impact Knockouts World Tag Team Championship
Po tym jak mistrzynie Tag Team Impact The Death Dollz (Rosemary, Taya Valkyrie i Jessicka) wygrały pojedynek 9 lutego na odcinku Impact!, zostały skonfrontowane z byłym współpracownikiem Fatherem Jamesem Mitchellem. Twierdził, że był tam, aby rzucić „klątwę” na The Death Dollz, zanim wpadną w zasadzkę od tyłu przez The Hex (byłe wrestlerki Impact Allysin Kay i Marti Belle). Cztery dni później, 13 lutego, Impact ogłosił na swojej stronie internetowej, że The Hex zmierzy się z The Death Dollz (reprezentowane przez Valkyrie i Jessickę) o tytuły na No Surrender.

#### Pojedynek o Impact Digital Media Championship
Na gali Hard To Kill (13 stycznia), Joe Hendry obronił tytuł Impact Digital Media Championship przeciwko Moose’owi. Początkowo wydawało się, że Moose wygrał po uderzeniu Hendry’ego low blowem, ale pojedynek został wznowiony przez nowego dyrektora władz Santino Marellę - zastępując tymczasowo wiceprezesa wykonawczego Impact, Scotta D’Amore - gdzie Hendry pokonał Moose’a, aby zachować tytuł. Przez następny miesiąc, Hendry był zaangażowany w feud z Mattem Cardoną o tytuł po kilku prowokacjach Moose’a do Cardony. 9 lutego na odcinku Impact!, Hendry z powodzeniem obronił tytuł przeciwko Cardonie, po czym również uniknął ataku Moose’a. W następnym tygodniu Moose rozbił szybę samochodu Marelli, błędnie wierząc, że pojazd należy do Hendry’ego, aby wysłać wiadomość do mistrza. Zmęczony swoimi działaniami, Marella ogłosił Dot Combat match o mistrzostwo Digital Media pomiędzy Hendrym i Moosem na No Surrender.

## Wyniki walk
| Nr | Wyniki | Stypulacje                                                      | Czas  |
| --- | --- | --------------------------------------------------------------- | ----- |
| 1D | The Design (Deaner i Angels) (z Callihanem i Konem) pokonali Decay (Blacka Taurusa i Crazzy Steve’a) poprzez pinfall        | Tag team match                                                  | 5:49  |
| 2P | Gisele Shaw (z Jai Vidalem) pokonała Deonnę Purrazzo poprzez pinfall                                                        | Singles match                                                   | 9:07  |
| 3P | Jonathan Gresham pokonał Mike’a Bailey’ego poprzez pinfall                                                                  | Singles match                                                   | 11:01 |
| 4 | Frankie Kazarian pokonał Kona (z Deanerem, Angelsem i Callihanem) poprzez pinfall                                           | Singles match                                                   | 9:24  |
| 5 | The Death Dollz (Taya Valkyrie i Jessicka) (z Rosemary) (c) pokonały The Hex (Allysin Kay i Marti Belle) poprzez pinfall    | Tag team match o Impact Knockouts World Tag Team Championship   | 8:57  |
| 6 | Joe Hendry (c) pokonał Moose’a poprzez pinfall                                                                              | Dot Combat match o Impact Digital Media Championship            | 12:14 |
| 7 | Steve Maclin pokonał Briana Myersa, PCO i Heatha poprzez pinfall                                                            | Four-way match o miano pretendenta do Impact World Championship | 9:18  |
| 8 | Bullet Club (Ace Austin, Chris Bey i Kenta) pokonali Time Machine (Alexa Shelleya, Chrisa Sabina i Kushidę) poprzez pinfall | Six-man tag team match                                          | 19:04 |
| 9 | Mickie James (c) pokonała Mashę Slamovich poprzez pinfall                                                                   | Singles match o Impact Knockouts World Championship             | 12:29 |
| 10 | Josh Alexander (c) pokonał Richa Swanna poprzez pinfall                                                                     | Singles match o Impact World Championship                       | 25:13 |
| (c) – mistrz/mistrzyni przed walkąD – walka była dark matchem (nietransmitowana w TV)P – walka miała miejsce w pre-show | |                                                                 |       |